# ᜋ
En el sistema de escritura de baybayin, la letra ᜋ es un carácter silábico que se corresponde con el sonido ma. 

## Uso
Si un punto se añade a la parte superior (ᜋᜒ), el sonido se convierte en un sonido mé o mi, por su parte, si un punto se añade a la parte inferior (ᜋᜓ), el sonido se convierte en un sonido mo o mú. El sonido se convierte en una consonante m si un virama se agrega a la parte inferior (ᜋ᜔). 

## Unicode
Esta letra tiene el código de Unicode U+170B, situado en el bloque tagalo.
| Carácter      | ᜋ                 | ᜋ                 |
| ------------- | ----------------- | ----------------- |
| Unicode       | TAGALOG LETTER MA | TAGALOG LETTER MA |
| Codificación  | decimal           | hex               |
| Unicode       | 5899              | U+170B            |
| UTF-8         | 225 156 139       | E1 9C 8B          |
| Ref. numérica | &#5899;           | &#x170B;          |